# Bulbophyllum guamense
Bulbophyllum guamense là một loài phong lan thuộc chi Bulbophyllum.